# 山本盛備
山本 盛備（やまもと もりなえ、享保17年11月26日（1733年1月11日） - 文化6年5月11日（1809年6月23日））は、江戸時代中期の薩摩藩士。通称は兵助、のち権助。諱は盛備。本姓は桓武平氏。海軍大将山本権兵衛の実家の家祖にして養曾祖父。石高36石。横目や庭奉行を勤める。

## 経歴
禰寝氏(根占・小松氏)の庶流の一族で、史料より確認できる最初の先祖は島津氏の日向侵攻の際に功績があり、『上井覚兼日記』宮崎衆中と記載されている山元備前守（『上井覚兼日記』では「山本」とも作る）。その養孫壱岐守の曾孫である山本五郎左衛門盛香と、その3番目の妻である小野甚五左衛門の娘との子で、盛香の三男にあたる。三男であるため分家して一家創設。野田郷や日当山郷の地頭を務めた山本五郎兵衛と山本宇源多は盛備の兄と甥にあたる。
横目を務め、天明2年11月4日から翌年までの大阪駐在の薩摩藩役人との行政文書が「元禄時代天明時代薩藩雑史料」に掲載されている。また小野蘭山に師事して本草学を学び、恕斎と号す。庭奉行となり、役料27俵をもらう。なお、庭奉行になった年は不詳。
福島玄佐の娘を妻とするも嗣子がなく、甥で異母兄の子山本盛賢を養子とする。盛賢は右筆まで勤めるが、盛備よりも早く死ぬ。その後、養孫で盛賢の子、五百助盛珉が生まれたので、これを養育する。

## 年譜 （月日は全て旧暦）
- 延享2年（1745年）12月25日：島津宗信に初お目見え。
- 天明2年（1782年）：この年には既に横目に就任し、大坂駐在の薩摩藩の役人と文書のやりとりがあった。
- 天明6年（1786年）：磯奉行が庭奉行に改名される。
- 享和2年（1802年）2月16日：島津斉宣の参勤交代に同行していた養子の七郎盛賢が大坂の薩摩藩邸で死去。
- 同年4月27日：孫の五百助盛珉が誕生。盛備が養育する。
- 文化4年（1807年）12月6日：甥の山本宇源多が納戸奉行から鑓奉行に降格。
- 天保6年（1835年）8月18日：妻死去。

## 系譜
- 父：山本盛香
- 母：小野甚五左衛門の娘
- 妻：福島玄佐の娘
- 養子：山本盛賢